# Gare de Berlin-Schönholz
La gare de Berlin-Schönholz est une gare ferroviaire allemande sur la ligne de Berlin à Stralsund et la ligne de Berlin-Schönholz à Kremmen. La limite de la localité de Schönholz (dans le quartier de Niederschönhausen) se trouve non loin de la gare, mais la station même se trouve dans le quartier de Reinickendorf dans le nord de Berlin.
Gare voyageurs, elle est desservie par les trains du réseau S-Bahn de Berlin.

## Situation ferroviaire

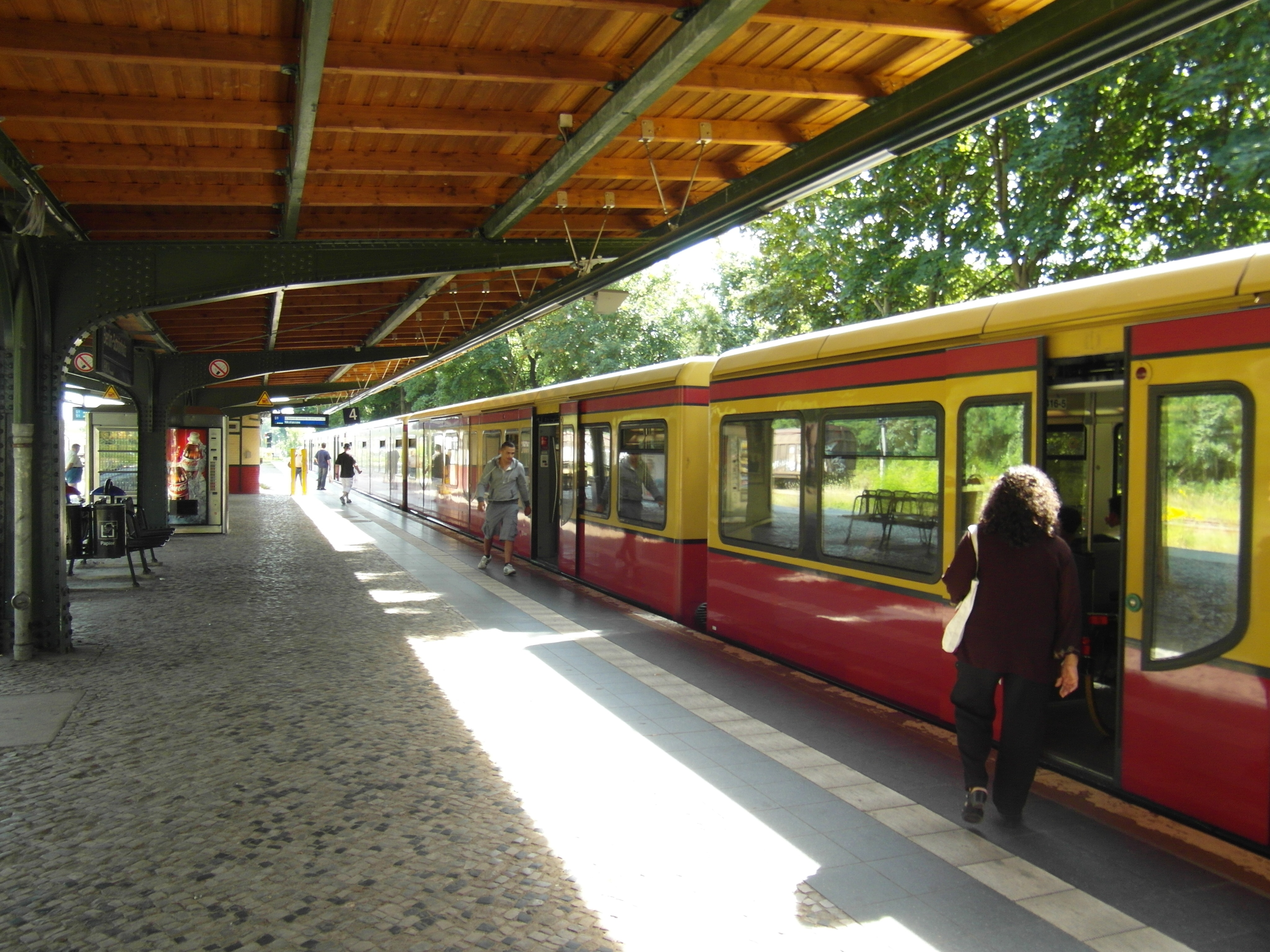
Un S-Bahn à l'arrêt sur le quai.

La gare de Berlin-Schönholz est située au point kilométrique (PK) 3,8 de la ligne de Berlin à Stralsund (Nordbahn), entre la gare de Berlin Wollankstraße et la gare de Berlin-Wilhelmsruh. À l'ouest de la gare, une voie ferrée bifurque pour former la ligne de Berlin-Schönholz à Kremmen (Kremmener Bahn). Sur le côté nord-est se situe le terrain de l'ancienne gare de marchandises.
Son abréviation officielle est BSNL et elle est classée de catégorie 4 dans le réseau ferré national.

## Histoire
L'ouverture de la gare a lieu le 10 juillet 1877. Elle est alors connue sous le nom de gare de Reinickendorf et ne dispose que d'un seul quai latéral. En 1878, elle est renommée gare de Schönholz (Reinickendorf) puis en 1884 gare de Schönholz-Reinickendorf. En 1893, le quai latéral est remplacé par un quai central. Dans le même temps s'ouvre la ligne de Berlin-Schönholz à Kremmen, et la gare devient centre de correspondance. En 1896 un bâtiment voyageurs est construit.

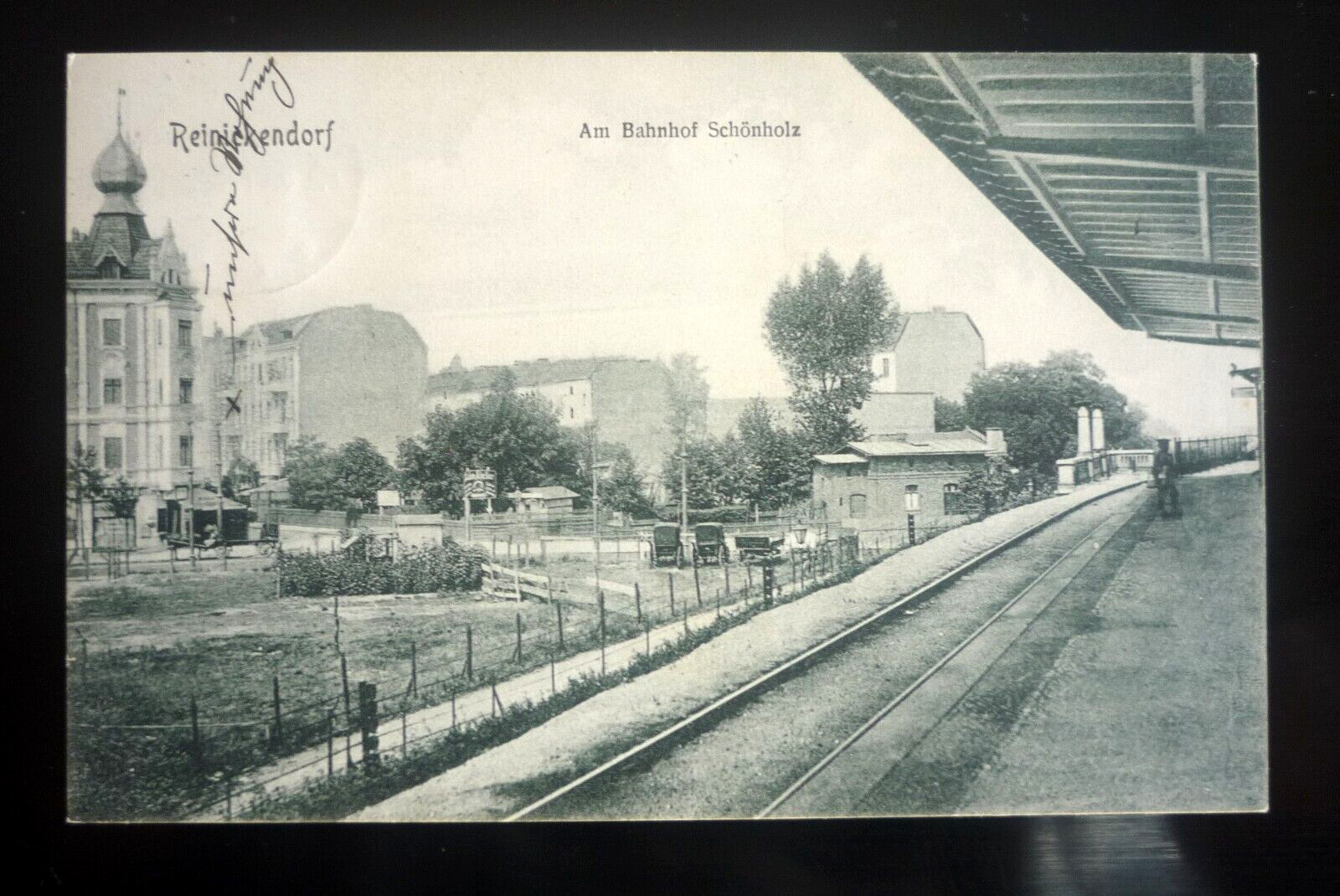
Sur le quai de la gare de Schönholz, vers 1907.

De 1901 à 1903, les voies ferrées sont rehaussées sur un remblai et par conséquent la gare est réaménagée. L'ancien bâtiment voyageurs est détruit. Dans la même période, on rajoute une double voie ferrée supplémentaire pour les trains longue distance de la ligne de Berlin à Stralsund et pour l'embranchement vers Kremmen. La gare n'est plus desservie que par le réseau urbain.
Le 5 juin 1925 circule le premier train électrifié dans la gare, qui devient donc une gare S-Bahn. Après l'électrification de la ligne Schönholz-Kremmen deux ans plus tard, il n'y a plus de circulation de locomotive à vapeur. En mai 1938, on renomme la gare Berlin-Schönholz. En 1945, la circulation s'interrompt pour quelques semaines à cause des dégâts de la Seconde Guerre mondiale.
Le 9 janvier 1984, la gestion des S-Bahn à Berlin-Ouest passe des mains de la Deutsche Reichsbahn est-berlinoise à la Berliner Verkehrsbetriebe (BVG). La gare ferme à cette occasion pendant quelques mois avant de rouvrir le 1er octobre 1984 avec une ligne S-Bahn vers la gare de Berlin-Frohnau. Après la réunification, il faut attendre 1995 avant que la ligne de Berlin-Schönholz à Kremmen soit remise en service, d'abord seulement jusqu'à la gare de Berlin-Tegel puis en 1998 jusqu'à Hennigsdorf dans le Brandebourg.

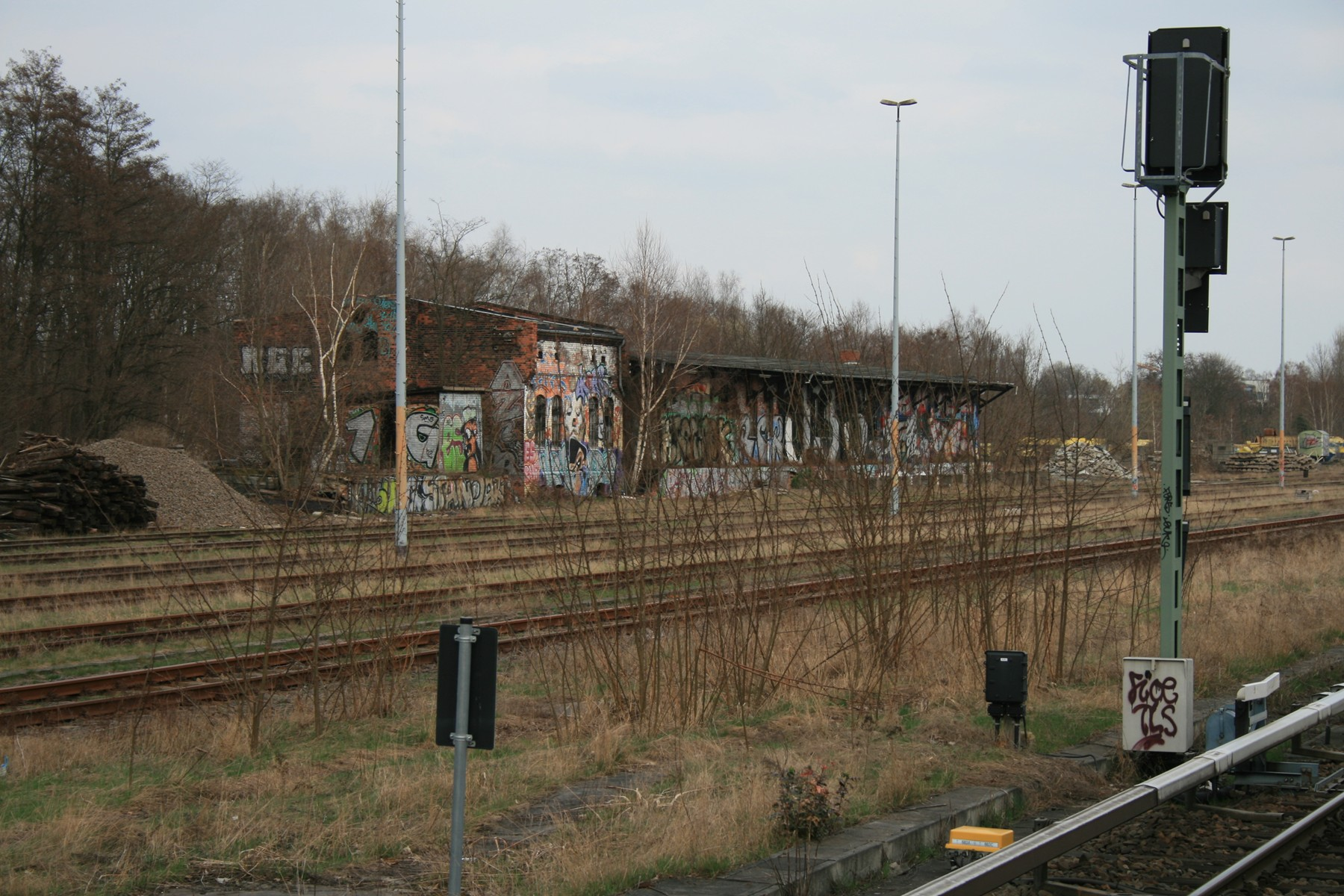
Gare de marchandises (2013).

La Deutsche Bahn prévoit la construction des voies de garage pour des trains de grandes lignes sur le terrain de l'ancienne gare de marchandises.

## Service des voyageurs

### Accueil
La gare dispose d'un ascenseur depuis 2011 qui permet un accès aux fauteuils roulants.

### Desserte
La gare est desservie par la ligne 1, la ligne 25 et la ligne 85 du S-Bahn de Berlin.

### Intermodalité
La gare est en correspondance avec les lignes d'autobus 150, 327 et N52 à l'arrêt Schönholz devant l'entrée de la gare sur la Provinzstraße.

### Biographie
: document utilisé comme source pour la rédaction de cet article.
- Gerd Gauglitz, Holger Orb, Berlins S- und U-Bahn-Netz – Ein geschichtlicher Streckenplan, Edition Gauglitz, 2001 (ISBN 3-933502-09-8).